# The Hands Resist Him
The Hands Resist Him（ザ・ハンズ・レジスト・ヒム、直訳: 手が彼に抵抗する）とは芸術家のビル・ストーナム (英: Bill Stoneham) が1972年に制作した絵画である。その絵には幼い少年と少女の人形が描かれており、その背後にある扉のガラス窓には数多くの手が押し付けられている。ストーナムによれば、描かれた少年は5歳のときの自身の写真を元としており、戸口は覚醒の世界と夢の世界を隔てる境界線を表しているという。また、人形は戸口の先へ少年と付き添う案内役であり、表題で言及されている数多くの手は、別の人生や可能性を表しているという。2000年2月にこの絵がeBayで売りに出され、この絵画が呪われていると主張する説明が付け加えられた。これにより絵画は都市伝説の主題となり、インターネット中を広まっていった。

## 経歴
この絵画が最初に展示されたのは1970年代前半のことであり、場所はアメリカ合衆国カリフォルニア州ビバリーヒルズにあるファインガルテン・ギャラリー (英: Feingarten Gallery) だった。この画廊で開かれたストーナムの個展でこの作品が展示された。絵画はロサンゼルス・タイムズで美術評論家により論評された。この個展の際に、映画『ゴッドファーザー』のジャック・ウォルツ役で有名な俳優のジョン・マーリーがこの絵画を購入した。
マーリーの死から時が流れ、2000年2月にこの絵画がeBayというウェブサイトでオークションに出された。売り手はカリフォルニア州に住む夫婦を自称していた。eBayの説明欄には、この絵画は古い醸造所の跡地で発見されたものであり、何らかの呪いがかかっていると記載されていた。売り手の主張によれば、絵画に描かれた人物が夜間に動いたり、絵から抜け出してきたりしたという。また、絵の中の人形が少年を銃で脅迫するため、少年が絵から抜け出そうとしてくるとも主張しており、その証拠としてeBayに絵画の写真を掲載していた。注意書きとして、売り手は絵画を購入したときに発生しうる事象に対してあらゆる責任が免除されるとも書かれていた。
このeBayでのオークションについてのニュースは急速にインターネット・ユーザの間で広まった。この話を知った人々は、友人にオークションのページへのリンクを転送したり、ウェブページにこのオークションについて記載したりした。絵画の写真を見ただけで、気分が悪くなったり、恐ろしいことを体験したりしたと主張した人もいた。最終的に、オークションのページの閲覧数は3万人を超えた。
絵画は最初、199ドルという値段だったが、最終的に30回入札されて1,025.00ドルで売られた。買い手はミシガン州グランドラピッズにあるパーセプション・ギャラリー (英: Perception Gallery) という画廊だった。その後、画廊はストーナムと接触し、eBayのオークションで語られた奇妙な物語についてストーナムに教えた。ストーナムは、インターネットで広まった怪談や、絵画の印象に対する奇妙な解釈に驚愕したと述べている。ストーナムによれば、オークションの売り手が銃と解釈した物体は、実際は乾電池と絡まった針金に過ぎないという。
ちなみに、ストーナムによれば、最初に絵画が展示された画廊の所有者と、絵画を論評した芸術評論家は、どちらもこの絵画に関係してから1年以内に死亡したという。

## 新作
その後、ストーナムは話題になった絵画の続きを制作するように依頼された。ストーナムは依頼を受けて、元の絵画に描かれたものと同一の人物を同一の形式で描いた。少女の人形が人間に、少年が老人になる物語である。最初の続編Resistance at the Thresholdは2004年に、次の続編Threshold of Revelationは2012年に制作された。また、2021年にはWhat Remainsという題で、少年のものと見られる頭蓋骨と人形の脚の残骸が描かれた作品を制作している。2017年に制作されたThe Hands Invent Himは前日譚とも解釈できるもので、元の絵画にもある扉の後ろで少年の姿のストーナムが絵筆を持っているというものである。2021年8月現在、この3点の絵画はストーナムのウェブサイトで鑑賞することができる。